# Saran mac Coelbad
Saran mac Coelbad – legendarny król Dál nAraidi i Ulsteru w latach 358–384, syn i następca Caelbada (Coeluba), legendarnego króla Ulsteru i zwierzchniego króla Irlandii, stryj historycznego króla Dál nAraidi i Ulsteru, Eochaida V mac Condlai (zm. 553).
Informacje o jego rządach w Ulsterze z Emain Macha czerpiemy ze źródeł średniowiecznych. W „Rawlinson B 502”, manuskrypcie z XII w., zanotowano na jego temat: „Saran m[ac] Coelbad.xxui. [bliadna]” (faksym. 157), zaś „Laud 610” (XV w.) „Sarán m[a]c Coelbaith.xxui. blī[adn]a” (fol. 107 b 26). Zapisano tam małymi literami rzymską cyfrę XXVI, oznaczającą dwadzieścia sześć lat rządów.

## Chronologia
Uczeni uważają chronologię wczesnej irlandzkiej historycznej tradycji za sztucznie urobioną. Datują upadek stolicy Emain Macha na 450 r. Według danych genealogicznych Saran nie mógł tak wcześniej panować nad Ulsterem, bowiem jego bratanek Eochaid V zmarł w 553 r. Według legendy miał zostać przeklęty przez samego św. Patryka. Z tego powodu jego potomkowie stracili królewskość. Pomimo otrzymanego przekleństwa, Saran najechał królestwo Dalriady, zagarniając jeńców. Na tej podstawie trzeba przesunąć czas rządów Sarana na połowę V w. Jego następcą na tronie Dál nAraidi został brat, Condla mac Coelbad.